# Saint-Quentin-le-Petit
Saint-Quentin-le-Petit és un municipi francès del departament de les Ardenes, dins la regió del Gran Est.

## Demografia
1962= 127 h.|
1968= 167 h.|
1975= 131 h.|
1982= 126 h.|
1990= 163 h.|
1999= 158 h.|

## Patrimoni i turisme
- L'Abadia de Valroye (o Val-Roy). Construïda entre 1150 i 1790.
- La via romana Bavay Reims
- Església, reconstruïda el 1930, que contí escultures de l'abadia.
- El rierol de Barres.
- La Hundling-Stellung, última línia de defensa alemana, que passa per Saint-Quentin-le-Petit.